# Belle Chasse
Belle Chasse is een plaats (census-designated place) in de Amerikaanse staat Louisiana, en valt bestuurlijk gezien onder Plaquemines Parish.

## Demografie
Bij de volkstelling in 2000 werd het aantal inwoners vastgesteld op 9848.

## Geografie
Volgens het United States Census Bureau beslaat de plaats een oppervlakte van
73,6 km², waarvan 64,8 km² land en 8,8 km² water. Belle Chasse ligt op ongeveer 2 m boven zeeniveau.

## Plaatsen in de nabije omgeving
De onderstaande figuur toont nabijgelegen plaatsen in een straal van 12 km rond Belle Chasse.